# Висока Весь (Вармінсько-Мазурське воєводство)
Висока Весь (пол. Wysoka Wieś, нім. Kernsdorf) — село в Польщі, у гміні Оструда Острудського повіту Вармінсько-Мазурського воєводства.
Населення — 96 осіб (2011).
У 1975-1998 роках село належало до Ольштинського воєводства.

## Демографія
Демографічна структура станом на 31 березня 2011 року:
|          | Загалом | Допрацездатний вік | Працездатний вік | Постпрацездатний вік |
| -------- | ------- | ------------------ | ---------------- | -------------------- |
| Чоловіки | 46      | 12                 | 29               | 5                    |
| Жінки    | 50      | 19                 | 24               | 7                    |
| Разом    | 96      | 31                 | 53               | 12                   |